# Liste von Sakralbauten in Gelsenkirchen
Die Liste von Sakralbauten in Gelsenkirchen nennt ehemalige und bestehende Sakralbauten in Gelsenkirchen (ohne Anspruch auf Vollständigkeit). Eine Vielzahl katholischer Kirchen in Gelsenkirchen wurde profaniert.

## Kirchengebäude
- Evangelische Altstadtkirche
- Propsteikirche St. Augustinus
- Bleckkirche
- St.-Georgs-Kirche
- Heilig Kreuz
- Liebfrauenkirche Gelsenkirchen-Neustadt[1]
- St. Hippolytus
- St. Joseph
- Sieben-Schmerzen-Kapelle
- Propsteikirche St. Urbanus
- Evangelische Kirche Gelsenkirchen-Rotthausen[2]

## Synagogen
- Synagoge Gelsenkirchen
- Alte Synagoge

## Moscheen
Inzwischen existieren in Gelsenkirchen 20 Moscheen (Stand: Januar 2018).
- Brayati Moschee, Gelsenkirchen-Mitte
- Masjid Taqwa, Gelsenkirchen-Mitte
- Annour Moschee, Schalke
- Arifiye Camii, Horst
- Arrahman-Masjid, Bismark
- Ayasofya Camii, Scholven
- Barbaros Yeni Camii, Rotthausen
- Buer Merkez Camii, Buer
- DiTiB-Mevlana Camii, Horst
- El-Mouhsinine, Buer
- Hassel Camii, Buer
- Merkez Camii, Altstadt
- Mescid-i Aksa Moschee, Hassel
- Mimar Sinan Camii, Bismarck
- Schalke Camii, Schalke
- Tarik Bin Ziyat Camii, Hassel
- Tugra Kultur Zentrum, Bulmke-Hüllen
- Ulu Cami Erle, Gelsenkirchen-Ost
- VIKZ Moschee, Bismarck
- Yunus Emre Camii, Resse